# Saint-Clet (Côtes-d’Armor)
Saint-Clet (bretonisch: Sant-Kleve) ist eine französische Gemeinde mit 868 Einwohnern (Stand 1. Januar 2022) im Département Côtes-d’Armor in der Region Bretagne. Sie gehört zum Arrondissement Guingamp und zum Kanton Bégard. Die Bewohner nennen sich Saint Clétois(es).

## Geografie
Saint-Clet liegt rund 12 km (Luftlinie) nördlich von Guingamp im zentralen Norden der Bretagne. Mehrheitlich bilden der Fluss Trieux sowie Bäche eine natürliche Gemeindegrenze.

## Geschichte
Orte auf dem Gemeindegebiet wurden erstmals im Zusammenhang mit Raubzügen der Normannen erwähnt. Wegen seiner guten Verkehrslage zwischen bedeutenden Orten wurden zur Sicherung der Wege zwei Kastellaneien gegründet. In den Kriegen des Mittelalters wurde die Ortschaft mehrfach zerstört und geplündert. Im Jahr 1389 wurde der Ort als Sancti Cledei erstmals namentlich erwähnt. Bis zur Französischen Revolution verwalteten verschiedene Adelsgeschlechter das Gebiet der heutigen Gemeinde. Von 1793 bis 1801 war Saint-Clet ein Teil des Distrikts Pontrieux. Saint-Clet ist seit 1801 Teil des Arrondissements Guingamp.

## Bevölkerungsentwicklung
| Jahr                       | 1962 | 1968 | 1975 | 1982 | 1990 | 1999 | 2006 | 2012 | 2019 |
| Einwohner                  | 956  | 885  | 861  | 847  | 744  | 785  | 828  | 879  | 877  |
| Quellen: Cassini und INSEE |      |      |      |      |      |      |      |      |      |

## Sehenswürdigkeiten
- Herrenhaus Manoir de Clérin in Clérin aus dem 17. Jahrhundert
- Herrenhaus Manoir du Cloître  aus dem 15. Jahrhundert; seit 1972 in Teilen als Monument historique eingeschrieben
- Herrenhaus Manoir de Kerglas aus dem 16. Jahrhundert
- Herrenhaus Manoir de Kerhalec aus dem 16./17. Jahrhundert
- Kirche Notre-Dame, erbaut 1868–1870
- Kapelle Notre-Dame de Clérin et Saint-Cado (erbaut 1543–1545) mit Weihwasserbecken
- Kapelle Saint-Yves (erbaut 1851/1912) in Kerguézennec
- Mühle Moulin de Kerhalec aus dem 14. Jahrhundert
- weitere sechs Mühlen am Fluss Trieux
- fünf Brunnen nahe der Kapelle Notre-Dame de Clérin aus dem 16. Jahrhundert
- Kreuz Croix de Keromen-Braz aus dem 17. Jahrhundert
- Überreste zweier Motten in Le Moulin de Quintin

Quelle:

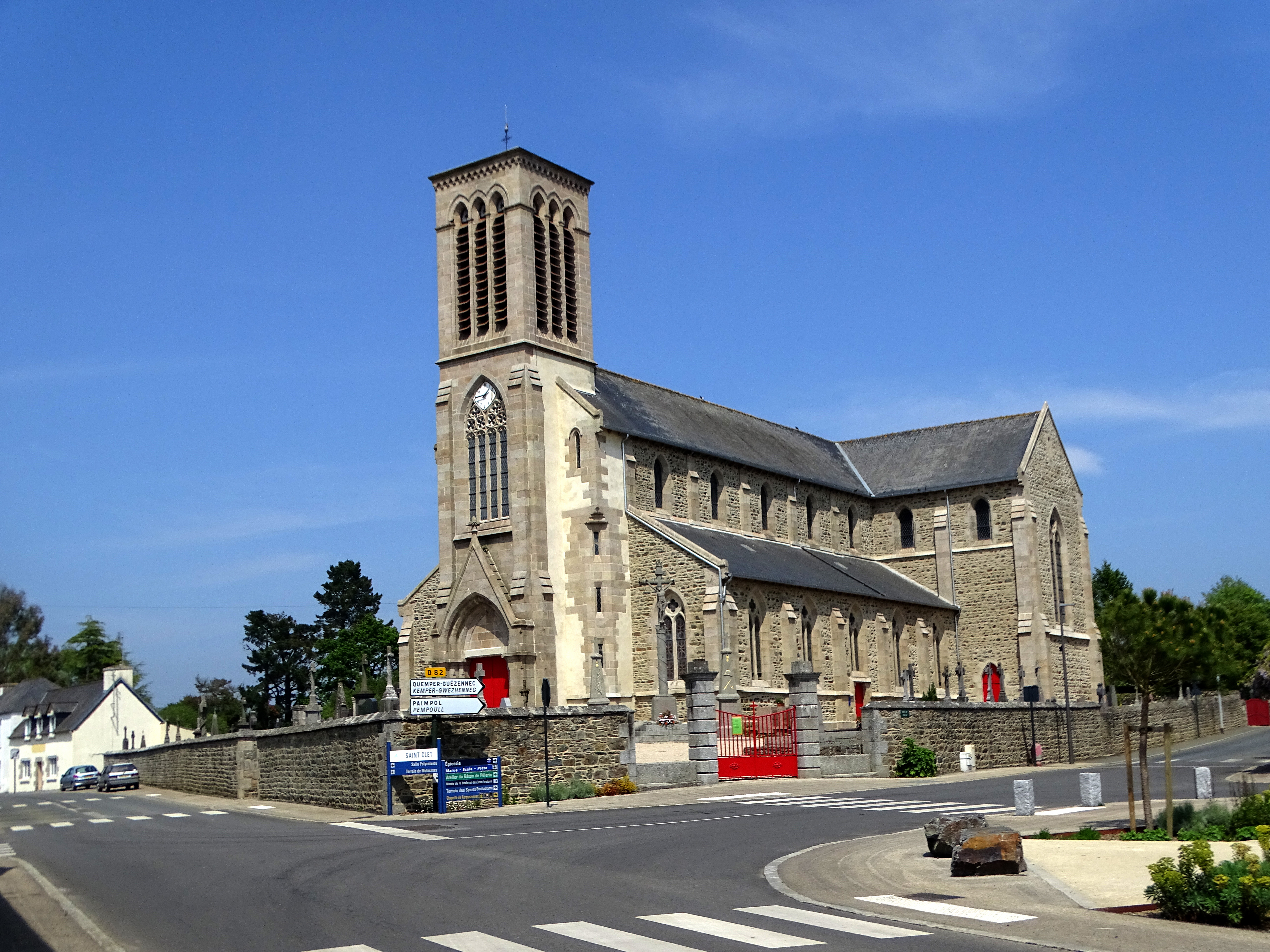
Kirche Notre-Dame
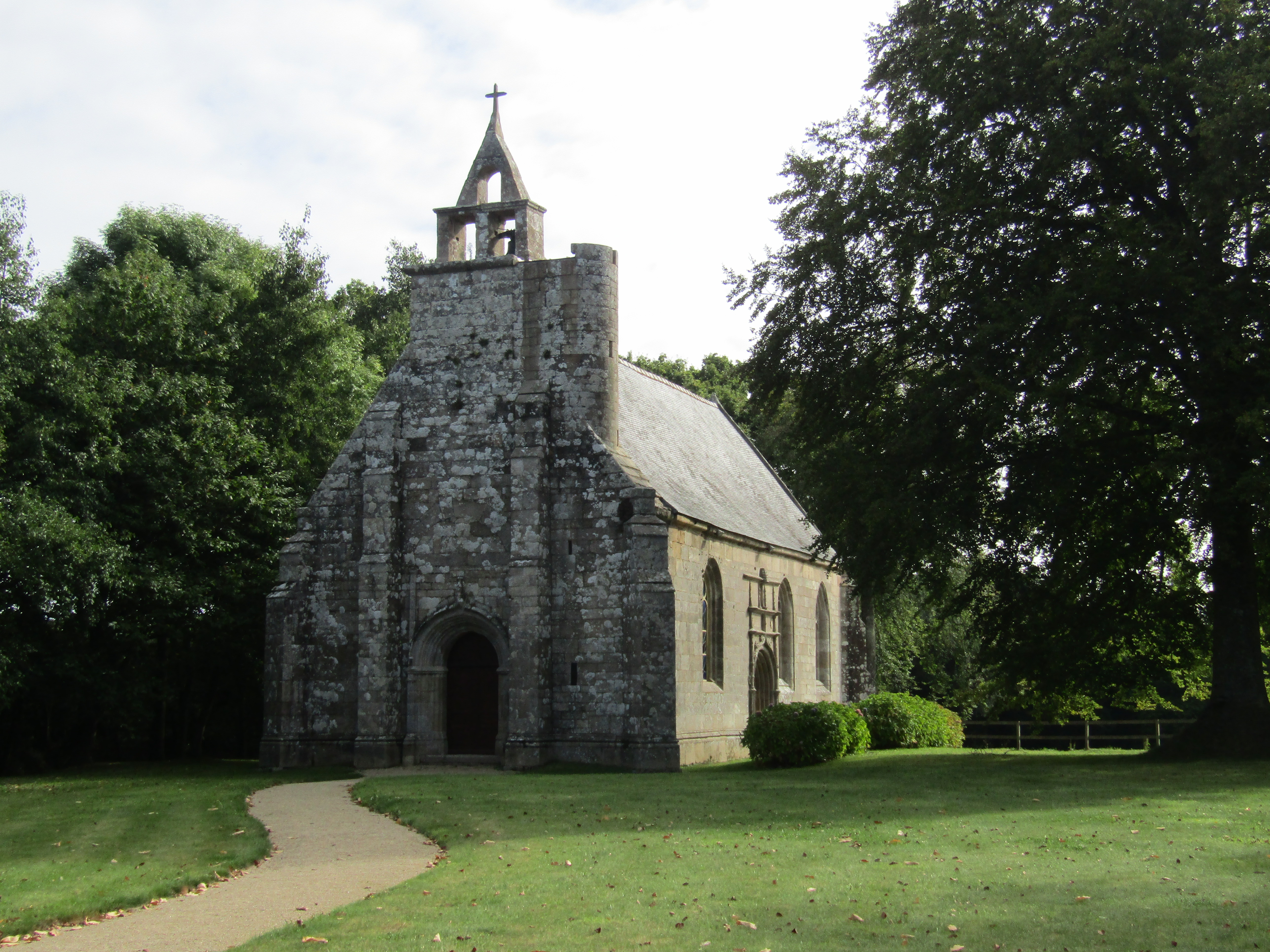
Kapelle Notre-Dame de Clérin et Saint-Cado